# Anthyllis carpatica
Anthyllis carpatica là một loài thực vật có hoa trong họ Đậu. Loài này được Pantol. miêu tả khoa học đầu tiên năm 1882.